# Aleix V Ducas
Aleix V Ducas o Aleix V Ducas Murzufle (en grec: Ἀλεξις o Ἀλέξιος Δούκα, en llatí: Alexius V Ducas Murzuphlus), conegut pel sobrenom de Murzufle, una paraula grega emprada per designar la proximitat de les celles o alguna característica similar relacionada amb les celles, fou emperador romà d'Orient del 28 de gener del 1204 a l'11 d'abril del mateix any.

## Regnat
De la seva vida abans de ser emperador no se'n sap gaire cosa. Nicetes Coniata diu que sempre havia estat ambiciós i voluptuós i que era un home de gran coratge i energia. El 1200 fou detingut per la seva participació en el complot que volia portar al tron Joan II Comnè i va romandre tancat fins al juliol del 1203 quan Isaac II Àngel fou restablert. Era protovestiari quan Aleix IV Àngel li va encarregar de negociar el suport dels croats davant els intents de revolta popular, ja que el poble el considerava el seu líder en l'oposició als occidentals.
L'emperador Aleix IV Àngel i el seu pare Isaac II Àngel havien perdut la confiança del senat, el qual es va reunir per deposar-los. Per tal de trobar un substitut una comissió formada per senadors, membres del clergat i representants del poble van escollir un noble anomenat Nicolau Canab, el qual va rebutjar el càrrec. Davant la indecisió, Aleix Ducas va donar un cop d'estat la nit del 27 al 28 de gener del 1204, va arrossegar Nicolau Canab de l'església de Santa Sofia, on s'havia refugiat, i li va tallar el cap. Després va detenir a Isaac II Àngel (que va morir del xoc) i Aleix IV Àngel. Fou coronat el 8 de febrer del 1204 el mateix dia que va fer executar el seu antecessor Aleix IV Àngel, al qual havia enderrocat onze dies abans, execució que va presenciar abans de la coronació.
Només prendre el poder, els croats, que eren acampats a la vora de Constantinoble, van saquejar la ciutat, furiosos perquè no havien rebut la paga que els havien promès per haver pres la ciutat i col·locat al tron Aleix IV i el seu pare Isaac II. Aleix V es va preparar per resistir i va rebre el suport de Teodor Làscaris, gendre d'Aleix III Àngel. Va intentar un atac sorpresa al campament dels croats que va fracassar. El 9 d'abril va rebutjar un fort atac a la ciutat. Just abans que la ciutat fou conquerida pels croats en el segon atac (12 d'abril), va fugir amb la seva amant Eudòxia Angelina i la seva sogra Eufrosina Ducena Camaterina cap a Tràcia i Macedònia, al territori on s'havia refugiat Aleix III Àngel que el va acollir bé a la seva residència a Mosinòpolis, i li va donar la mà de la seva filla Eudòxia Angelina. Molt poc després, per impossibilitar-lo per regnat, fou cegat per ordre del seu sogre.
Els croats van decidir establir l'Imperi Llatí en l'antic territori de l'Imperi Romà d'Orient i en van triar com a emperador Balduí de Flandes, que estaria governat per diversos reis vassalls seus. A Bonifaci I de Montferrat li va tocar el govern de Tràcia i va capturar Aleix III Àngel. Davant l'avanç dels llatins, Aleix V Ducas va fugir cap al Peloponès, però fou detingut pels croats dirigits per Thierry de Loos (novembre del 1204) i enviat a Constantinoble on fou condemnat a mort per traïció (contra Aleix IV) i el van matar llençant-lo des de la part alta de la columna de Teodosi (desembre de 1204).
L'Imperi Llatí va controlar Constantinoble durant els 57 anys següents fins que fou recuperada per Miquel VIII Paleòleg.